# Cladochaeta ambidextra
Cladochaeta ambidextra är en tvåvingeart som beskrevs av David Grimaldi och Nguyen 1999. Cladochaeta ambidextra ingår i släktet Cladochaeta och familjen daggflugor. Inga underarter finns listade i Catalogue of Life.